# Xã Saline, Quận Drew, Arkansas
Xã Saline (tiếng Anh: Saline Township) là một xã thuộc quận Drew, tiểu bang Arkansas, Hoa Kỳ. Năm 2010, dân số của xã này là 1.281 người.